# Vič
Vič – wieś w Słowenii, w gminie Dravograd. W 2018 roku liczyła 268 mieszkańców.